# Marcellus von Tanger

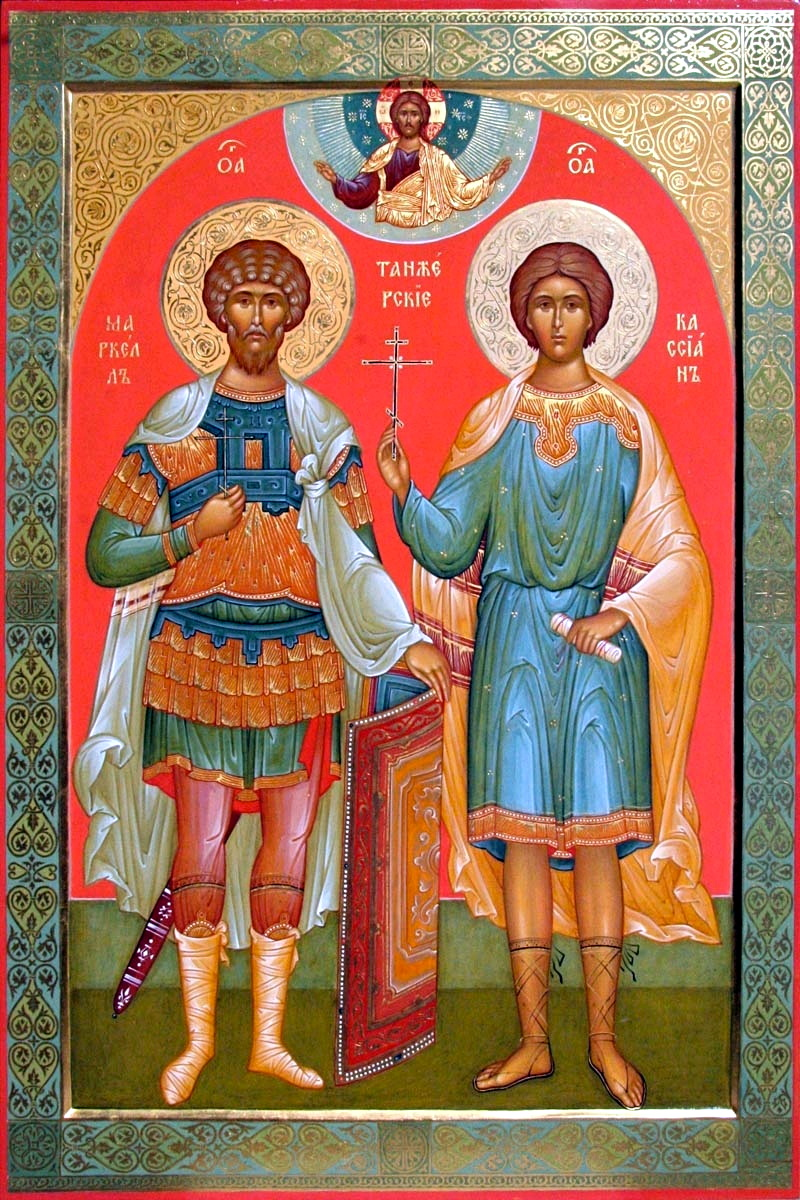
Marcellus und Cassian, Ikone in der russisch-orthodoxen Kirche zu Rabat

Marcellus von Tanger (* Mitte des 3. Jahrhunderts; † 298), auch Marcellus der Soldat genannt, mit vollem Namen Publius Aelius Marcellus, war ein christlicher Märtyrer. Die Römisch-katholische Kirche und die Orthodoxe Kirche verehren ihn als Heiligen. Sein Festtag für diese Kirchen ist der 30. Oktober. Sein Gedenktag im Evangelischen Namenkalender der evangelischen Kirche in Deutschland ist der 28. Oktober.

## Legende
Marcellus soll ein Zenturio gewesen sein, der in Tingis (heute Tanger) stationiert war, und es ablehnte, an den allgemeinen Geburtstagsfeierlichkeiten Kaiser Maximians teilzunehmen, was Opfer an die Römischen Götter beinhaltet hätte. Marcellus warf seinen Soldatengürtel, seine Waffen und seinen Weinstock (ein Rangabzeichen) fort und wurde umgehend dem Richter Fortunatus vorgeführt. Dieser befahl, den Fall Maximian und Constantius I. vorzutragen; letzterer war christenfreundlich eingestellt. Stattdessen wurde Marcellus dem stellvertretenden Prätorianerpräfekten Aurelius Agricolanus vorgeführt. Marcellus bekannte sich schuldig, einem weltlichen Führer seine Gefolgschaft verweigert zu haben. 
Marcellus wurde von dem stellvertretenden Prätorianerpräfekten, der Vikar genannt wurde und der Diözese Spanien vorstand, welche fünf Provinzen in Iberien, die nordwestafrikanische Provinz Mauretania Tingitana und die Balearen umfasste, mit dem Schwert getötet.
Danach soll der offizielle Stenograf, ein Mann namens Cassian, über das Urteil so verärgert gewesen sein, dass er sich geweigert habe, den Prozessverlauf zu protokollieren, woraufhin er ebenfalls getötet wurde.

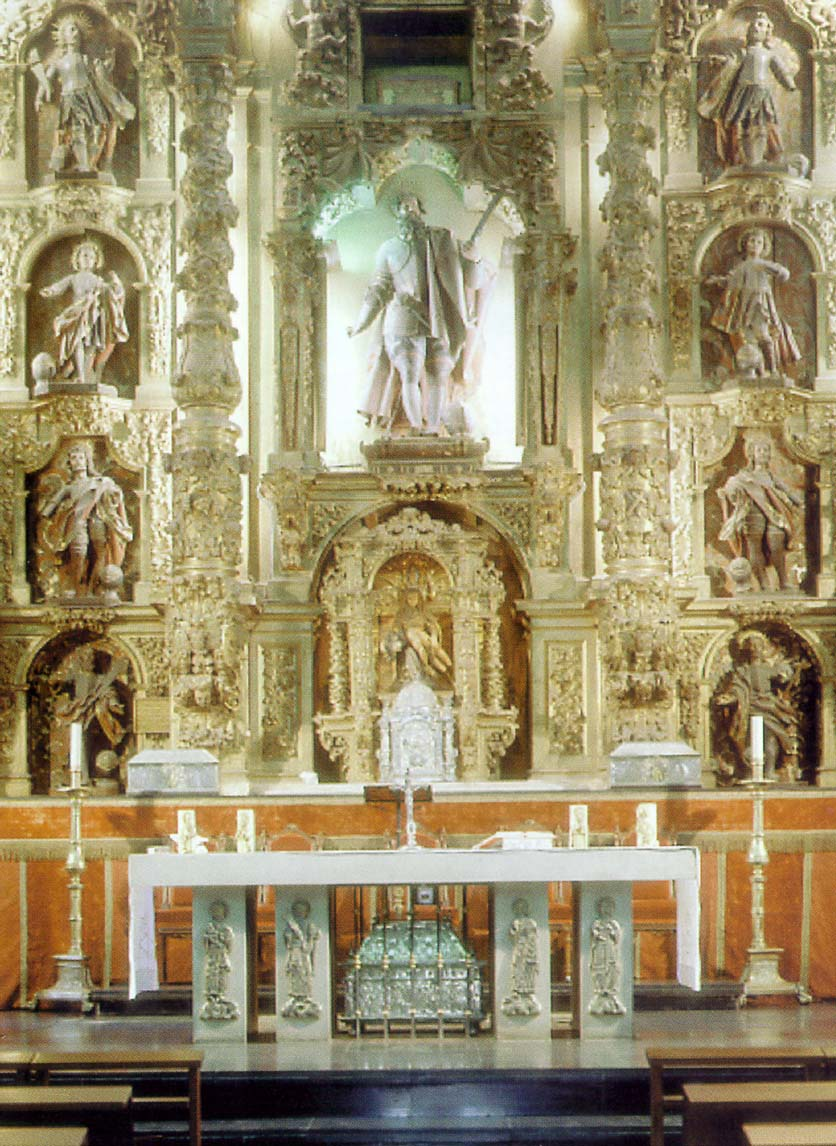
Altarretabel mit Statue und Reliquiar des Marcellus in der Kirche San Marcelo in León

Marcellus’ Reliquien wurden später nach León gebracht, wodurch er zum Schutzpatron der Stadt und mittlerweile auch der Provinz León wurde. Die Plaza de San Marcelo in León wurde nach ihm benannt. Die Kirche San Marcelo stammt aus dem zehnten Jahrhundert.

## Alternative Version
Eine alternative Version der Legende besagt, dass Marcellus ein Zenturio der Legio VII Gemina Pia Felix gewesen und Mitte des dritten Jahrhunderts im heutigen León geboren worden sei. Es konnte aber gezeigt werden, dass diese Version größtenteils apokryph entstanden ist. Die Geschichte besagt, dass Marcellus nahe der Stadtmauer lebte. Während der Geburtstagsfeierlichkeiten für Kaiser Maximian im Juli 298 demonstrierte Marcellus öffentlich seinen christlichen Glauben, indem er seine Rangabzeichen fortwarf und bekanntgab, dass er nur einen Gott verehre. Er wurde daraufhin nach Tanger gebracht, um vom Vizepräfekten (Vikar) Agricolanus gerichtet zu werden. Er wurde zum Tode verurteilt und am 29. Oktober 298 gemeinsam mit seiner Frau Nona und seinen zwölf Söhnen (Claudius, Lupercus, Victorius, Facundus, Primitivus, Servandus, Germanus, Faustus, Januarius und Martial) enthauptet. Zur Gruppe seiner Söhne werden auch die Märtyrer Emeterius und Celedonius gezählt, obwohl ihre Verbindung zu Marcellus möglicherweise apokryph ist. Servandus und Germanus (oder Cermanus) wurden gesondert in Cadiz verehrt, ihre Verbindung mit Marcellus ist ebenfalls apokryph.

## Claudius, Lupercus, Victorius
Claudius, Lupercus (Lupercio) und Victori(c)us († 300) sollen Söhne des Marcellus gewesen sein. Sie sollen während der Herrschaft Kaiser Diokletians in León in Spanien den Märtyrertod gestorben sein. Ihre Beziehung zu Marcellus ist möglicherweise apokryph, obwohl sie in spätere Breviere und Hagiographien und das Martyrologium Romanum Eingang fand; Letzteres sieht alle vier Heiligen für den 30. Oktober vor. Es ist allerdings sehr wahrscheinlich, dass Claudius, Lupercus und Victorius Soldaten spanischen Ursprungs waren, die bei León getötet wurden, wie die Tradition annimmt. Viele Kirchen in Spanien sind ihnen gewidmet, darunter die alte Benediktinerabtei San Claudio in Galicien.
Die Stadt San Claudio nahe Oviedo entlehnt ihren Namen dieser Märtyrergruppe.

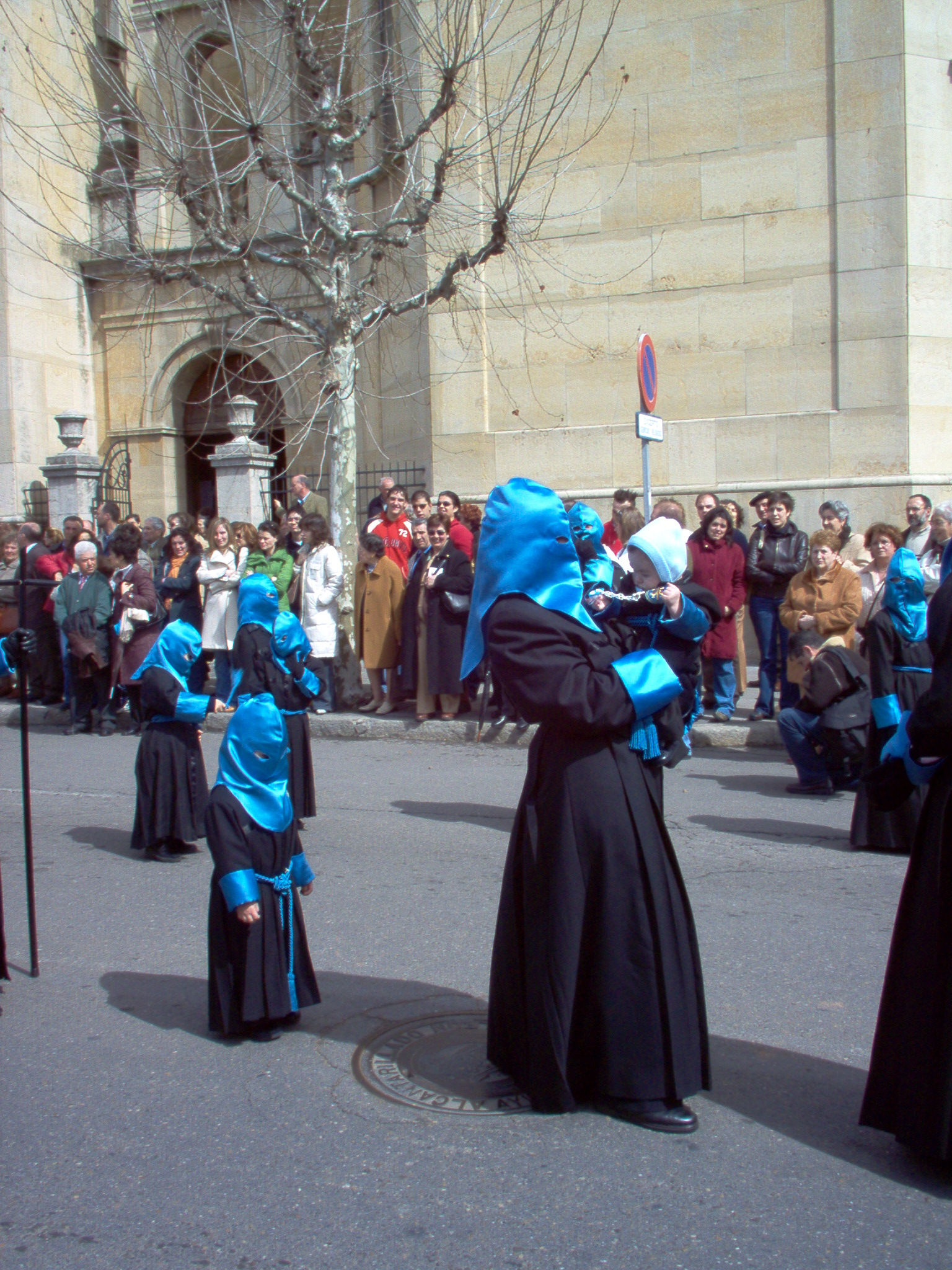
Prozession der Bruderschaft Santo Cristo de la Bienaventuranza zieht an der Kirche San Claudio in León vorüber (2005).

Ihre Reliquien wurden über die Jahrhunderte hinweg verschiedene Male transferiert. König Ferdinand I. brachte einige ihrer Reliquien in die Kirche San Isidoro in León. Im Jahre 1173 wurden die Reliquien in eine neue Kirche translatiert, die den drei Märtyrern gewidmet war. Diese Kirche wurde im Jahre 1834 zerstört und die Reliquien in die Kirche San Marcelo gebracht, die ihrem möglichen Vater gewidmet ist. Ihr Festtag wird in Spanien und Portugal am 30. Oktober begangen.
Victorius oder Victoricus sollte nicht mit dem französischen Heiligen gleichen Namens verwechselt werden. Ein anderer Lupercus oder Luperculus war Erzbischof von Eauze, der als Märtyrer verehrt wurde und bisweilen als ein Onkel der spanischen Heiligen Engratia angenommen wird.